# (500409) 2012 TT111
(500409) 2012 TT111 es un asteroide perteneciente al cinturón de asteroides, descubierto el 28 de agosto de 2006 por el equipo del Spacewatch desde el Observatorio Nacional de Kitt Peak, Arizona, Estados Unidos.

## Designación y nombre
Designado provisionalmente como 2012 TT111.

## Características orbitales
2012 TT111 está situado a una distancia media del Sol de 3,172 ua, pudiendo alejarse hasta 3,476 ua y acercarse hasta 2,869 ua. Su excentricidad es 0,095 y la inclinación orbital 9,045 grados. Emplea 2064,35 días en completar una órbita alrededor del Sol.

## Características físicas
La magnitud absoluta de 2012 TT111 es 16,8.